# BMW Racing
BMW Racing es un videojuego de carreras de BMW de 2008 desarrollado por FinBlade y publicado por Connect2Media para J2ME.

## Jugabilidad
BMW Racing es un juego de carreas que cuenta con una perspectiva en tercera persona en un entorno 2.5D y se puede conducir con algunos autos de BMW. El modo principal es el modo desafío: carreras con un objetivo específico a completar que varía según el auto que se elija, además está el contrarreloj: carreras con tiempo y el modo Nürburgring que se desbloquea al completar el modo desafío. En este juego no se compite con oponentes, solo está el auto y la pista.